# Маґха
Маґха (*माघ, напр. VII —поч. VIII ст.) — індійський санскритський поет часів династії Гуджара-Пратіхарів.

## Життєпис
Походив з брамінської родини. Народився у м. Срімала (сучасний Гуджарат) Замолоду проявив талант поета, згодом потрапив до почту махараджихіраджи Ватсараджи. який володарював областями сучасних Раджастхану та Гуджарату. Якихось інших подробиць про його життя немає.

## Творчість
Мав велику повагу й шану у своїх сучасників. Єдиною відомою поемою є епос «Шішупалавадха» («Вбивство Шішупали»). В ній Маґха обробив один з другорядних епізодів другої книги «Махабхарати». Проте для нього традиційний сюжет по суті справи не мав ні найменшого значення, епічна тема була лише приводом для демонстрації глибокого знання трактатів про політику, про військове мистецтво і особливо про науку любові. Еротичні епізоди, для введення яких класичний епос давав мало приводів, складають зміст поспіль кількох пісень (всього їх у поемі 20), і, незважаючи на всю свою відвертість, вони так само, як і батальні сцени, залишають враження книжності та штучності.
Зосередивши основні зусилля на поетичній техніці, автор намагався у всьому випередити свого попередника і суперника Бхараві: якщо Бхараві вживає в одній з пісень 19 різних розмірів, то Маґха доводить їх кількість до 23, якщо окремі рядки Бхараві слід читати зліва направо і справа наліво, то у Маґхи є строфи, які читаються і по горизонталях і по вертикалях, вірші, склади в яких можна розташовувати по діагоналях, по колу, зигзагами, і при цьому вони або зберігають один і той же зміст, або, навпаки, мають подвійне значення.
Його поезія багато в чому вже втратила емоційну силу, гостроту думки, стала об'єктом розважливих інтелектуальних вправ. У Маґха ще можна зустріти поетичні описи, окремі його порівняння високо цінувалися в санскритських поетіках за оригінальність (наприклад, порівняння крапель поту, що виступили на почервонілому від гніву обличчі героя, із зірками на забарвленому зорею вечірньому небі).